# Christina Garbergs-Gunn
Ann Birgit Christina Garbergs-Gunn, född 12 november 1948, död 27 april 2011, var en svensk bibliotekarie. Hon var bibliotekarie på Brunnsviks folkhögskola 1980–2011, där hon även var studierektor 2010–2011.
Christina Garbergs-Gunn var en av initiativtagarna till Biblioteket i Folkhögskola & Folkbildning, BIFF, och var dess första ordförande 1997–2010. Hon ingick i styrelsen för Ivar Lo-Johanssons Stipendiefond 1991–2011. År 2010 utsågs Christina Garbergs-Gunn tillsammans med Lennart Hellsing till Årets läsfrämjare av förlaget En bok för alla. År 2008 tilldelades hon ABF Dalarnas litteraturpris.
År 1991 tilldelades Christina Garbergs-Gunn Greta Renborgs pris för marknadsföring av Svensk Biblioteksförening.